# ワイルド・バレット
『ワイルド・バレット』（原題: Running Scared）は2006年制作のドイツ・アメリカ合作の映画。日本では2008年10月11日から公開された。監督・脚本はウェイン・クラマー。主演は『ワイルド・スピード』シリーズのポール・ウォーカー。

## 概要
2006年アメリカでは同じくポール・ウォーカー主演の『南極物語』の翌週に公開され、クエンティン・タランティーノに称賛される程、前評判は良く期待されたものの、結果は全米映画チャート初登場9位、その後圏外と『南極物語』に遠く及ばなかった。

## キャスト
| 役名                 | 俳優                           | 吹替       |
| -------------------- | ------------------------------ | ---------- |
| ジョーイ・ガゼル     | ポール・ウォーカー             | 小杉十郎太 |
| オレグ・ユゴルスキー | キャメロン・ブライト           | 津村まこと |
| テレサ・ガゼル       | ヴェラ・ファーミガ             | 山像かおり |
| アンゾ・ユゴルスキー | カレル・ローデン               | 水内清光   |
| ライデル刑事         | チャズ・パルミンテリ           | 御園行洋   |
|                      | ジョニー・メスナー             | 一馬芳和   |
| ミラ・ユゴルスキー   | イワナ・ミルセヴィッチ         | 本間理奈   |
| ニッキー・ガゼル     | アレックス・ニューバーガー     | 久保智史   |
|                      | ブルース・アルドマン           | 長島真祐   |
| エデル・ハンセル     | エリザベス・ミッチェル         | 小幡あけみ |
|                      | アーサー・J・ナスカレッラ      | 古宮吾一   |
| イヴァン             | ジョン・ノーブル               | 木下尚紀   |
|                      | イダリス・デレオン             | 水野千夏   |
| レスター             | デヴィッド・ウォーショフスキー | 鏡優雅     |

## スタッフ
- 監督・脚本 - ウェイン・クラマー
- 製作 - ブレット・ラトナー、サミー･リー、マイケル・ピアース
- 製作総指揮 -  アンドリュー・フェッファー 、アンドレアス・グロッシュ 、アンドレアス・シュミット 、マット・ルーバー 、スチュワート・ホール
- 音楽 - マーク・アイシャム